# دارک سولز ۳
دارک سولز ۳ (به ژاپنی: ダークソウルIII Dāku Sōru Surī) یک بازی ویدئویی در سبک نقش‌آفرینی اکشن است که توسط شرکت فرام سافتور توسعه یافته و به‌وسیلهٔ باندای نامکو انترتینمنت منتشر شده است. این بازی چهارمین قسمت از مجموعه بازی‌های سولز و آخرین قسمت از سه‌گانهٔ دارک سولز است، که برای اولین بار در نمایشگاه رسانه و تجارت ای۳ سال ۲۰۱۵ رونمایی شد. دارک سولز ۳ برای اولین بار در ۲۴ مارس ۲۰۱۶ در کشور ژاپن منتشر شد و سپس در ۱۲ آوریل ۲۰۱۶، در سراسر جهان برای مایکروسافت ویندوز، پلی‌استیشن ۴ و ایکس‌باکس وان عرضه شد. دو محتوای قابل دانلود نیز برای بازی ساخته شده است.

## بازتاب‌ها
این بازی در زمان عرضه توانست نظر منتقدان و بازیکنان را جلب کند و با نمرات خوبی مواجه شد.این بازی بر طبق بازبینی جمعی وبگاه متاکریتیک توانست امتیاز ۸۹٪ را برای پلی‌استیشن ۴ و رایانه‌های شخصی، و امتیاز ۸۶٪ را برای ایکس‌باکس وان به‌دست آورد.
| گردآوردنده   | امتیازات            |
| ------------ | ------------------- |
| متاکریتیک    | ۸۹/۱۰۰ (PS4) - (PC) |
| آی‌ام‌دی‌بی     | ۹٫۱/۱۰              |
| نقدها        | امتیاز              |
| Destructoid  | ۸٫۵/۱۰              |
| گیم اینفورمر | ۹٫۲۵/۱۰             |
| گیم اسپات    | ۸/۱۰                |
| ای جی ان     | ۹٫۵/۱۰              |